# 連邦食糧・農業省
連邦食糧・農業省（れんぽうしょくりょう・のうぎょうしょう、ドイツ語: Bundesministerium für Ernährung und Landwirtschaft、略称：BMEL）は、ドイツ連邦共和国の連邦行政機関である。本部はボンにあり、支所がベルリンのヴィルヘルムシュトラーセに置かれている。2022年現在の連邦食糧・農業省大臣はジェム・オズデミル（同盟90/緑の党所属）。

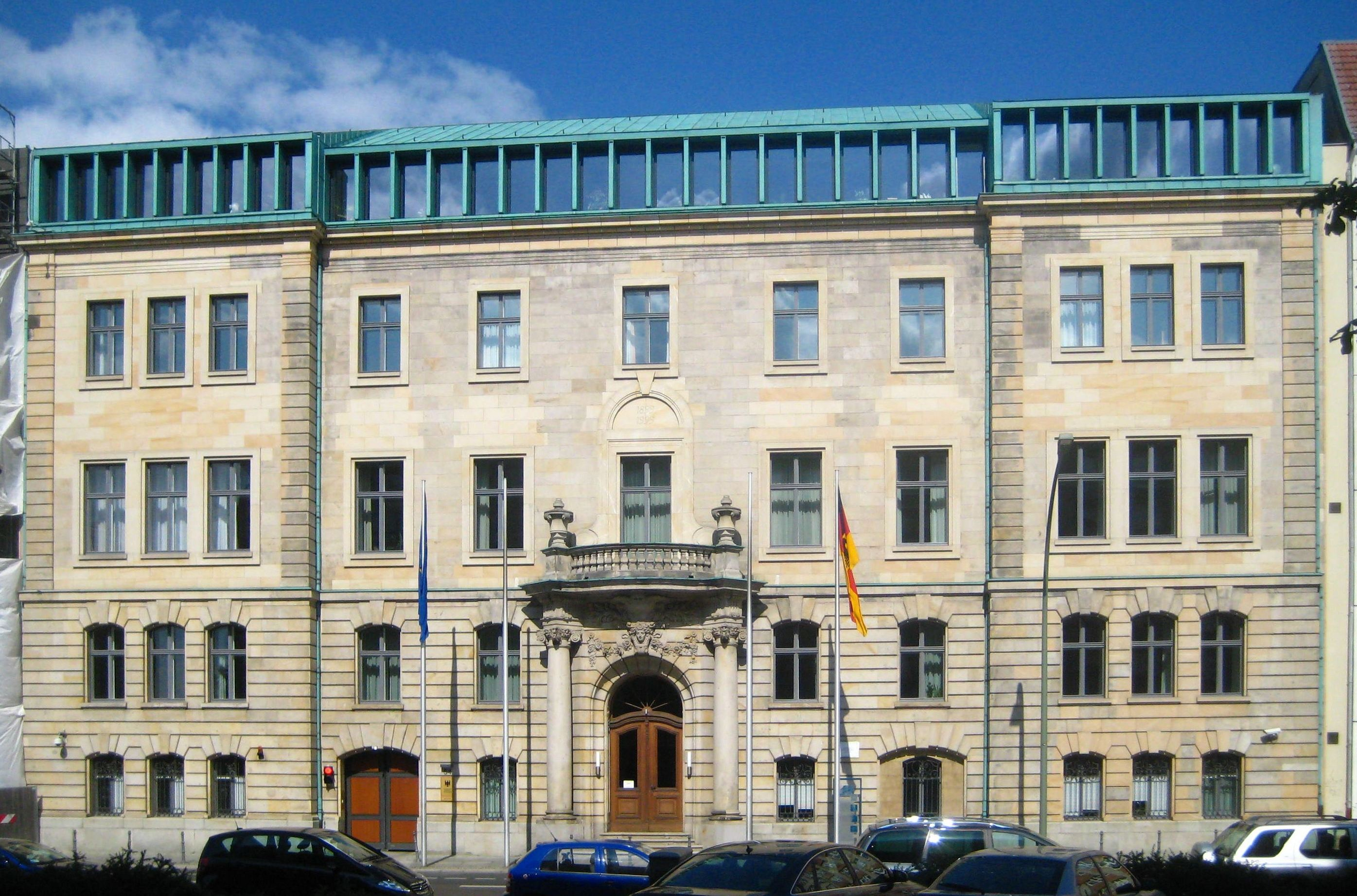
ベルリンのヴィルヘルム通り沿いにある連邦食糧・農業省庁舎

## 沿革
- 1949年から2001年、連邦食料・農業・林業省が発足
- 2001年から2008年、連邦消費者保護・食糧・農業省にBSE問題などの問題による改名
- 2008年から2013年、名称を連邦食糧・農業・消費者保護省並びをアルファベット順にする為
- 2013年以降、連邦食糧・農業省、第3次メルケル政権で消費者保護は連邦司法省管轄に移った為

## 組織
（管理スタッフを含む）省の管理に加えて、（2021年1月現在）8部署で構成されている。
- 部門1：中央本部
- 部門2：健康消費者保護、栄養、製品の安全
- 部門3：食の安全、動物の健康
- 部門4：農業市場、食品産業、輸出
- 部門5：森林、持続可能な農林業
- 部門6：EUの政策、国際協力、漁業
- 部門7：農業生産、園芸、農業政策
- 部門8：農村開発、デジタルイノベーション

## 全国大会
省は三年ごとに、連邦政府開催の「私たちの村は未来がある。(de:Unser Dorf hat Zukunft）全国大会を開催している。目的は、村の将来を確保するために地元の人々自身のモチベーションを高めることである。

## 歴代大臣
| 代                                         | 氏名                                  | 所属政党                             | 在任期間                             | 在任期間                             |
| 連邦食料・農業・林業大臣 (1949–2001)       | 連邦食料・農業・林業大臣 (1949–2001)  | 連邦食料・農業・林業大臣 (1949–2001) | 連邦食料・農業・林業大臣 (1949–2001) | 連邦食料・農業・林業大臣 (1949–2001) |
| ------------------------------------------ | ------------------------------------- | ------------------------------------ | ------------------------------------ | ------------------------------------ |
| 01                                         | ウィルヘルム・ニクラス                | CSU                                  | 1949年9月20日                        | 1953年10月20日                       |
| 02                                         | ハインリヒ・リュプケ                  | CDU                                  | 1953年10月20日                       | 1959年9月15日                        |
| 03                                         | ワーナー・シュワルツ                  | CDU                                  | 1959年10月14日                       | 1965年10月26日                       |
| 04                                         | ヘルマン・ヘッヒャール                | CSU                                  | 1965年10月26日                       | 1969年10月21日                       |
| 05                                         | ジョセフ・エルトル                    | FDP                                  | 1969年10月22日                       | 1982年9月17日                        |
| 06                                         | ビョルン・エングホルム                | SPD                                  | 1982年9月17日                        | 1982年10月1日                        |
| 07                                         | ジョセフ・エルトル                    | FDP                                  | 1982年10月4日                        | 1983年3月29日                        |
| 08                                         | イグナーツ・キーヒレ                  | CSU                                  | 1983年3月30日                        | 1993年1月21日                        |
| 09                                         | ヨーヒェン・ボルヒャート              | CDU                                  | 1993年1月21日                        | 1998年10月26日                       |
| 10                                         | カール・ヘインズ・フンケ              | SPD                                  | 1998年10月27日                       | 2001年1月12日                        |
| 連邦消費者保護・食糧・農業大臣 (2001–2005) |                                       |                                      |                                      |                                      |
| 11                                         | レナーテ・キュナスト                  | Grüne                                | 2001年1月12日                        | 2005年10月4日                        |
|                                            | ユルゲン・トリッティン (臨時)         | Grüne                                | 2005年10月4日                        | 2005年11月22日                       |
| 連邦食糧・農業・消費者保護大臣 (2005–2013) |                                       |                                      |                                      |                                      |
| 12                                         | ホルスト・ゼーホーファー              | CSU                                  | 2005年11月22日                       | 2008年10月27日                       |
| 13                                         | イルゼ・アイグナー                    | CSU                                  | 2008年10月31日                       | 2013年9月30日                        |
|                                            | ハンス＝ペーター・フリードリヒ (臨時) | CSU                                  | 2013年9月30日                        | 2013年12月17日                       |
| 連邦食糧・農業大臣 (2013-)                 |                                       |                                      |                                      |                                      |
| 14                                         | ハンス＝ペーター・フリードリヒ        | CSU                                  | 2013年12月17日                       | 2014年2月17日                        |
| 15                                         | クリスチャン・シュミット              | CSU                                  | 2014年2月17日                        | 2018年3月14日                        |
| 16                                         | ユリア・クレックナー                  | CDU                                  | 2018年3月14日                        | 2021年12月8日                        |
| 17                                         | ジェム・オズデミル                    | Grüne                                | 2021年12月8日                        | 現職                                 |